# Luminància
En fotometria la luminància es defineix com la densitat angular i superficial de flux lluminós que incideix, travessa o emergeix d'una superfície seguint una direcció determinada. Alternativament, també es pot definir com la densitat superficial d'intensitat lluminosa en una direcció donada.
La unitat de mesura de la luminància en el Sistema Internacional d'Unitats és la candela per metre quadrat (cd/m²), però també es pot mesurar en nit (nt), una unitat que no pertany al Sistema Internacional d'Unitats i equival a 11 cd/m2.
A part, és important destacar que la luminància no mostra informació sobre els colors de la imatge, sinó sobre les tonalitats de grisos, o dit d'una altra manera, en blanc i negre.
La definició anterior es formalitza en l'expressió següent:
{\displaystyle L_{V}={\frac {d^{2}F}{dSd\Omega \cos \theta }}}
on:
- LV és la luminància, mesurada en candeles /metre².
- F és el flux lluminós, en lumens.
- dS és l'element de superfície considerat, en metres².
- dΩ és l'element d'angle sòlid, en estereoradiants.
- θ és l'angle entre la normal de la superfície i la direcció considerada.

La luminància es pot definir a partir de la magnitud radiomètrica de la radiància sense més que ponderar cada longitud d'ona per la corba de sensibilitat de l'ull. Aíxí, si LV és la luminància, Lλ representa la radiància espectral i V(λ) simbolitza la corba de sensibilitat de l'ull, llavors:
{\displaystyle L_{V}=K\int _{visible}^{\ }L(\lambda )V(\lambda )\,d\lambda }

## Luminància i brillantor (TV)
De manera no rigorosa, es pot considerar que l'equivalent psicològic de la luminància és la "brillantor". Per exemple, considerant el cas de l'emissió o reflexió de llum per part de superfícies planes i difuses, la luminància indicaria la quantitat de flux lluminós que l'ull percebria per a un punt de vista particular. En aquest cas, l'angle sòlid que interessa és el subtendit per la pupil·la de l'ull.
En una transmissió de senyal de vídeo, la luminància és el component que codifica la informació de lluminositat de la imatge. En termes generals, és molt similar a la versió en blanc i negre de la imatge original. Luminància i crominància combinades proporcionen el senyal denominat senyal de vídeo compost, utilitzat en multitud d'aplicacions; i poden transmetre's independentment. Formen part de la codificació de vídeo en els estàndards de TV NTSC i PAL, entre d'altres.
La luminància és utilitzada en la indústria del vídeo com a mesura de la brillantor de les pantalles de televisió o d'ordinador (solen portar un control per a poder modificar-la). Una típica pantalla d'ordinador emet entre 50 i 300 cd/m2. El sol té una luminància de prop d'1,6 × 109 cd/m2 al migdia.

## Medició de la luminància
La luminància es pot mesurar ràpidament amb tres instruments: un mesurador de color, un espectreradiòmetre i un mesurador de luminància.
Un espectreradiòmetre és un aparell que serveix per a analitzar la radiació produïda per qualsevol dispositiu que emeti llum (una bombeta, una pantalla, ...).
Un mesurador de color dona informació sobre el color i la llum que emeten els cossos i els  objectes.
Un mesurador de luminància mesura la intensitat emesa o reflectida per una font de llum.

## Nivells de luminància
| cd/m²       |                                          | Visió      |
| 900,000,000 | Sol                                      | Fotòpica   |
| 3,000,000   | Tungstè a 2.700K                         | Fotòpica   |
| 30,000      | Neu en un dia de sol                     | Fotòpica   |
| 3,000       | Superfície de la lluna                   | Fotòpica   |
| 300         | Cel ennuvolat                            | Fotòpica   |
| 30          | Paper blanc sota la llum                 | Fotòpica   |
| 3           | Làmpada de neó                           | Fotòpica   |
| 0.3         | 15 minuts després d'una posta de sol     | Mesòpica   |
| 0.03        | Neu/paper blanc sota la llum de la lluna | Mesòpica   |
| 0,003       | Cel de nit sense lluna                   | Mesòpica   |
| 0.0003      | Neu sota la llum de les estrelles        | Escotòpica |
| 0.00003     | Herba sota la llum de les estrelles      | Escotòpica |

La visió humana és capaç d'adaptar-se a nivells diferents de luminància i pot percebre de 0.00003 cd/m² a 300.000 cd/m². Fora d'aquestes condicions, l'ull no és capaç de veure-hi.

## Processament digital d'imatges
És un terme habitualment utilitzat en el processament digital d'imatges per caracteritzar cada píxel. En el sistema de color RGB, la luminància {\displaystyle Y} d'un píxel es calcula amb l'expressió matemàtica:
{\displaystyle Y=0,299R+0,587G+0,114B}

## Unitats de fotometria del SI
| Magnitud             | Símbol | Unitat del SI             | abeura. | Notes                                                          |
| -------------------- | ------ | ------------------------- | ------- | -------------------------------------------------------------- |
| Energia lluminosa    | Q v    | lumen segon               | lm·s    | A vegades es fa servir la denominació Talbot, aliena al SI     |
| Flux lluminós        | F      | lumen (= cd·sr)           | lm      | Mesura de la potència lluminosa percebuda                      |
| Intensitat lluminosa | I v    | candela (= lm/sr)         | cd      | Una Unitat bàsica del SI                                       |
| Luminància           | L v    | candela per metre quadrat | cd/m 2  | A vegades es fa servir la denominació nit, aliena al SI        |
| Il·luminació         | E v    | lux (= lm/m 2 )           | lx      | Usat per mesurar la incidència de la llum sobre una superfície |
| Emitància lluminosa  | M v    | lux (= lm/m 2 )           | lx      | Usat per mesurar la llum emesa per una superfície              |
| Eficàcia lluminosa   |        | lumen per watt            | lm/W    | Raó entre flux lluminós i flux radiant                         |